# Mary Bettans
Mary Bettans, född 1788, död 1859, var en brittisk sömmerska. Hon var officiell kunglig hovsömmerska åt drottning Viktoria av Storbritannien. 
Hon hade en modeateljé vid Jermyn Street i London. Det var ett betydande etablissemang med många anställda och lärlingar.
Hennes framgång illustreras av den kungliga uppdrag hon fick, då hon var en av drottningens två hovsömmerskor: Elizabeth Johnston hade (1846) titeln "Dress Maker Extraordinary" medan Mary Bettans kallades "Court Dress and Dress Maker".  Hon uppges ha varit sömmerskan bakom drottning Viktorias brudklänning.